# ماركو أنتونيو دا سيلفا
ماركو أنتونيو دا سيلفا (مواليد 9 مايو 1966) هو لاعب كرة قدم. يلعب مع منتخب البرازيل لكرة القدم منذ عام 1990.

## وصلات خارجية
- ماركو أنتونيو دا سيلفا على موقع رابطة كرة القدم اليابانية للمحترفين (اليابانية)
- ماركو أنتونيو دا سيلفا على موقع قاعدة بيانات كرة القدم.إي يو (الإنجليزية)
- ماركو أنتونيو دا سيلفا على موقع ناشيونال فوتبول تيمز (الإنجليزية)
- ماركو أنتونيو دا سيلفا على موقع عالم كرة القدم.نت (الإنجليزية)

- National Football Teams